# Wereldbeker schaatsen 2008/2009 - Wereldbeker 6 - 1e 1000 meter vrouwen
De zevende van 10 wedstrijden voor de wereldbeker schaatsen 1000 meter werd gehouden op 24 januari 2009 in Kolomna.

## Uitslag A-divisie
| rang   | schaatser            | tijd     | punten |
| ------ | -------------------- | -------- | ------ |
| Goud   | Margot Boer          | 1.15,84  | 100    |
| Zilver | Yu Jing              | 1.16,04  | 80     |
| Brons  | Christine Nesbitt    | 1.16,26  | 70     |
| 4      | Jekaterina Malysjeva | 1.16,28  | 60     |
| 5      | Annette Gerritsen    | 1.16,39  | 50     |
| 6      | Anni Friesinger      | 1.16,42  | 45     |
| 7      | Laurine van Riessen  | 1.16,84  | 40     |
| 8      | Jin Peiyu            | 1.16,87  | 36     |
| 9      | Sayuri Yoshii        | 1.17,13  | 32     |
| 10     | Shihomi Shinya       | 1.17,204 | 28     |
| 11     | Ren Hui              | 1.17,209 | 24     |
| 12     | Heather Richardson   | 1.17,23  | 21     |
| 13     | Monique Angermüller  | 1.17,33  | 18     |
| 14     | Jennifer Rodriguez   | 1.17,72  | 16     |
| 15     | Jekaterina Sjichova  | 1.17,82  | 14     |
| 16     | Heike Hartmann       | 1.17,88  | 12     |
| 17     | Chiara Simionato     | 1.17,93  | 10     |
| 18     | Elli Ochowicz        | 1.18,11  | 8      |
| 19     | Tomomi Okazaki       | 1.18,16  | 6      |
| 20     | Jekaterina Lobysjeva | DNF      | 0      |

## Loting
| rit | binnenbaan           | buitenbaan          |
| --- | -------------------- | ------------------- |
| 1   | Chiara Simionato     | Anni Friesinger     |
| 2   | Elli Ochowicz        | Heather Richardson  |
| 3   | Heike Hartmann       | Jekaterina Sjichova |
| 4   | Jekaterina Malysjeva | Margot Boer         |
| 5   | Shihomi Shinya       | Tomomi Okazaki      |
| 6   | Jin Peiyu            | Ren Hui             |
| 7   | Yu Jing              | Annette Gerritsen   |
| 8   | Jekaterina Lobysjeva | Sayuri Yoshii       |
| 9   | Monique Angermüller  | Jennifer Rodriguez  |
| 10  | Christine Nesbitt    | Laurine van Riessen |

## Top 10 B-divisie
| rang | schaatser              | tijd    | punten |
| ---- | ---------------------- | ------- | ------ |
| 1    | Alla Shabanova         | 1.16,82 | 25     |
| 2    | Natasja Bruintjes      | 1.17,28 | 19     |
| 3    | Maki Tsuji             | 1.18,84 | 15     |
| 4    | Yuliya Skokova         | 1.18,90 | 11     |
| 5    | Kerry Dankers          | 1.19,67 | 8      |
| 6    | Anzjelika Kotjoega     | 1.19,81 | 6      |
| 7    | Svetlana Radkevitsj    | 1.20,13 | 4      |
| 8    | Gabriele Hirschbichler | 1.20,27 | 2      |
| 9    | Danielle Wotherspoon   | 1.20,50 | 1      |
| 10   | Rebekah Bradford       | 1.20,66 | 0      |